# 天鷹座18
天鷹座18，又名BD+10 3787，HD 178125、SAO 104488、HR 7248，是天鷹座的一颗恒星，视星等为5.09，位于銀經44.55，銀緯1.63，其B1900.0坐标为赤經19h 2m 16.1s，赤緯+10° 1.63′ 2″。